# Sinocorophium minutum
Sinocorophium minutum is een vlokreeftensoort uit de familie van de Corophiidae. De wetenschappelijke naam van de soort is voor het eerst geldig gepubliceerd in 1965 door Ngoc.